# Alfa Romeo 155
Alfa Romeo 155 — середньорозмірний седан, що вироблявся італійською компанією Alfa Romeo з 1992 до 1998 рік. Загалом було випущено 192 618 автомобілів.

## Конструкція

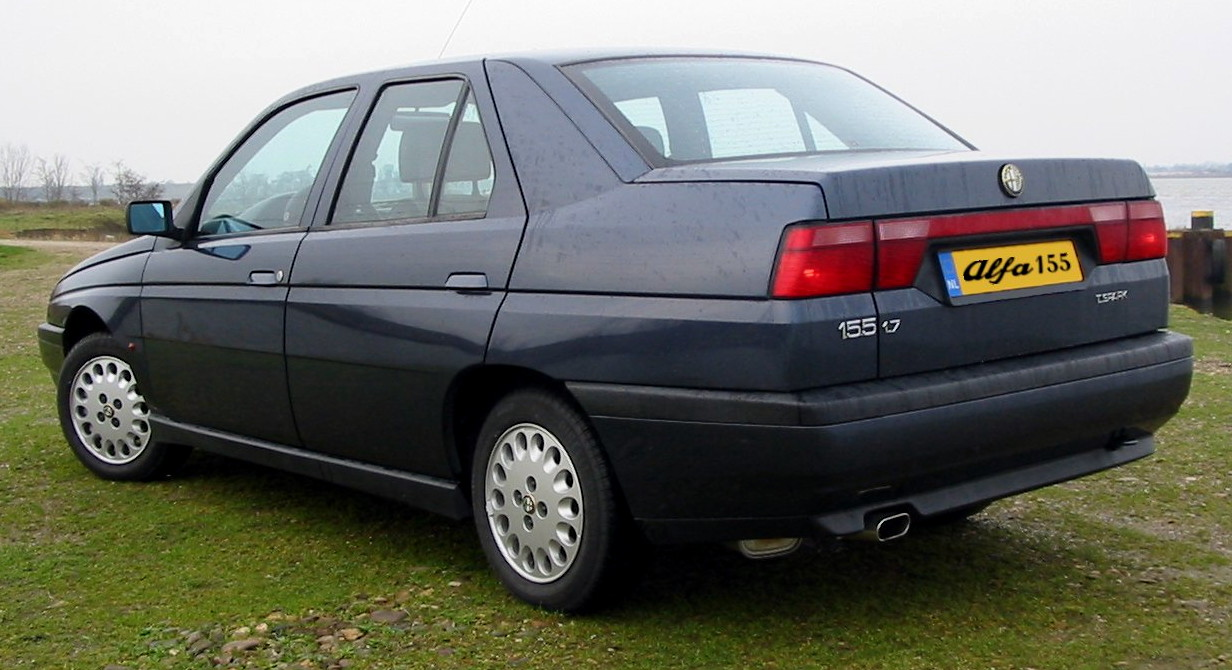
Alfa Romeo 155

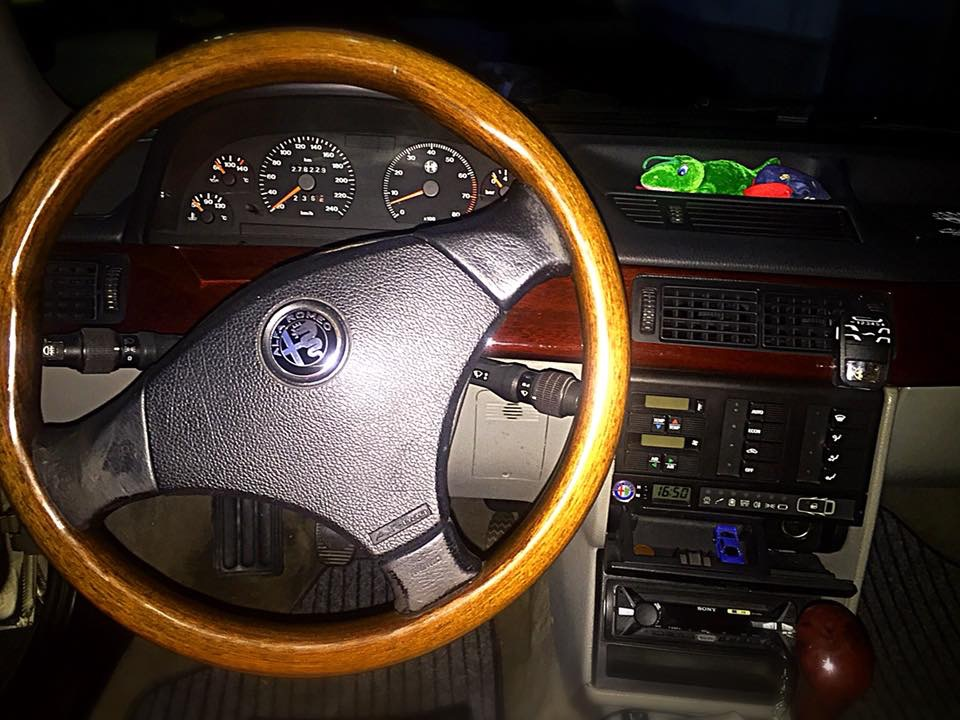

У виробничій програмі 155-та модель змінила застарілу 75-ту. Побудована на широко використовуваній передньопривідній передньомоторній платформі моделі Tipo материнської компанії Fiat, габаритами 155-та модель перевершувала 75-ту, однак зберегла стилістичну наступність. Конструкцію автомобіля розробили ательє I.DE.A Institute під началом Ерколе Спади. Примітними особливостями конструкції були виняткова обтічність — коефіцієнт фронтального опору повітря на швидкості 144 км/год всього 0,29, — і об'ємний багажник — 525 л.
Головна відмінність 155-ї від 75-ї — привід на передні колеса (у 75-ї задній). Це позитивно позначилося на ціні й укомплектованості автомобіля, але багато шанувальників марки і автомобільна преса занепокоїлися, що відмова від задньоприводної компоновки в кінцевому підсумку призведе до «розмиття» спортивного іміджу Alfa Romeo, і 155-ту прийняли вороже.

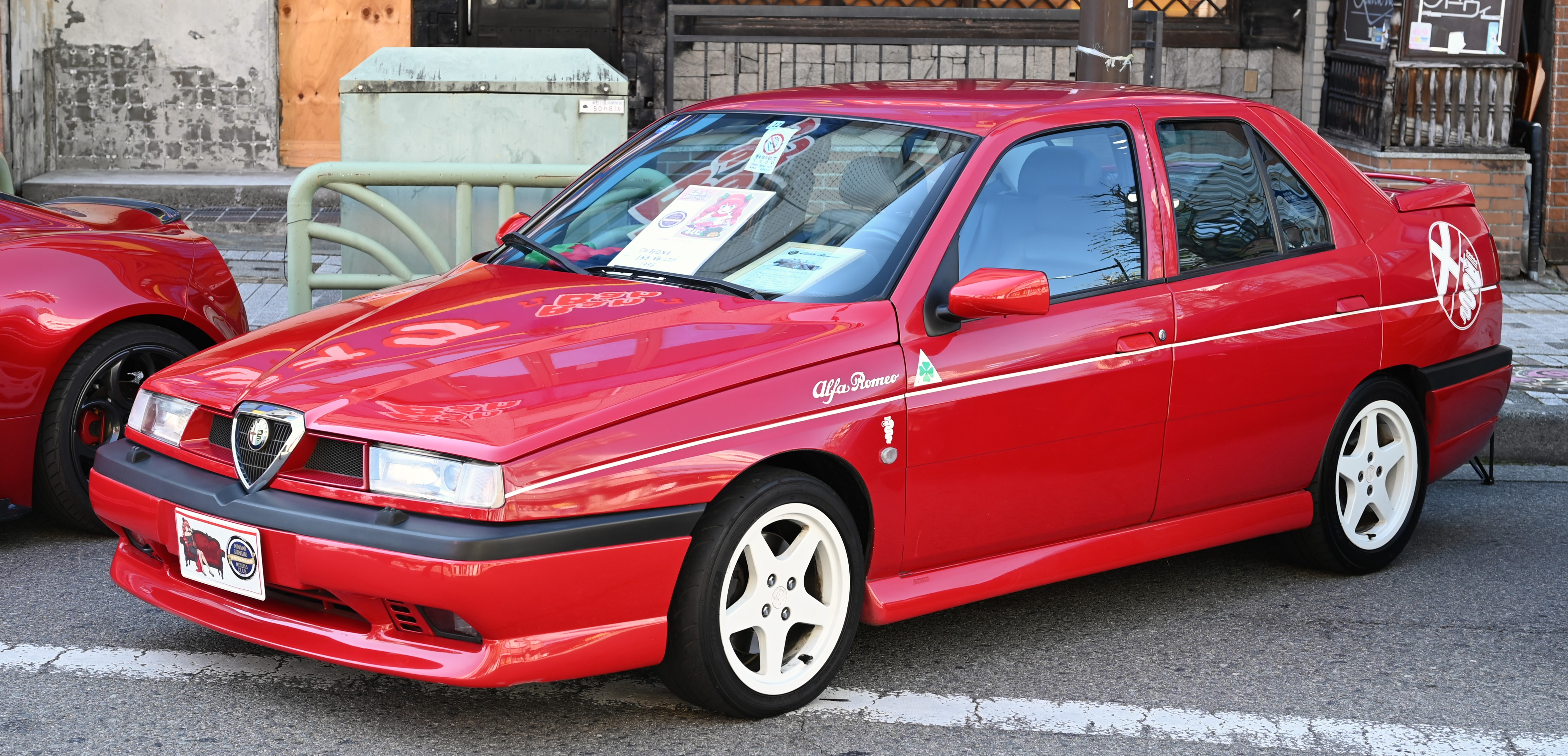
Alfa Romeo 155 V6 Limited

Ситуацію виправила модифікація 155 Q4 з турбомотором робочим об'ємом 2,0 л і повноприводною трансмісією від омологованого ралійного боліда Lancia Delta HF Integrale 8v. З часом автомобіль обзавівся двома новими виконання — «Sport» і «Super Sport». «Sport» — це знижена маса, і більш жорсткі амортизатори, а «Super Sport» — додатково декоративна обробка інтер'єру деревом, амортизатори з електронним управлінням і поліпшені сидіння.
Виробництво 155-ї було припинено в 1998 році з появою моделі 156. Припинення виробництва 155-ї ознаменував кінець епохи клиноподібного дизайну, що визначала вигляд всіх Alfa Romeo з 1977 року, з моделі Giulietta Nuova.

## Хронологія
- 1992: Початок виробництва 155-ї

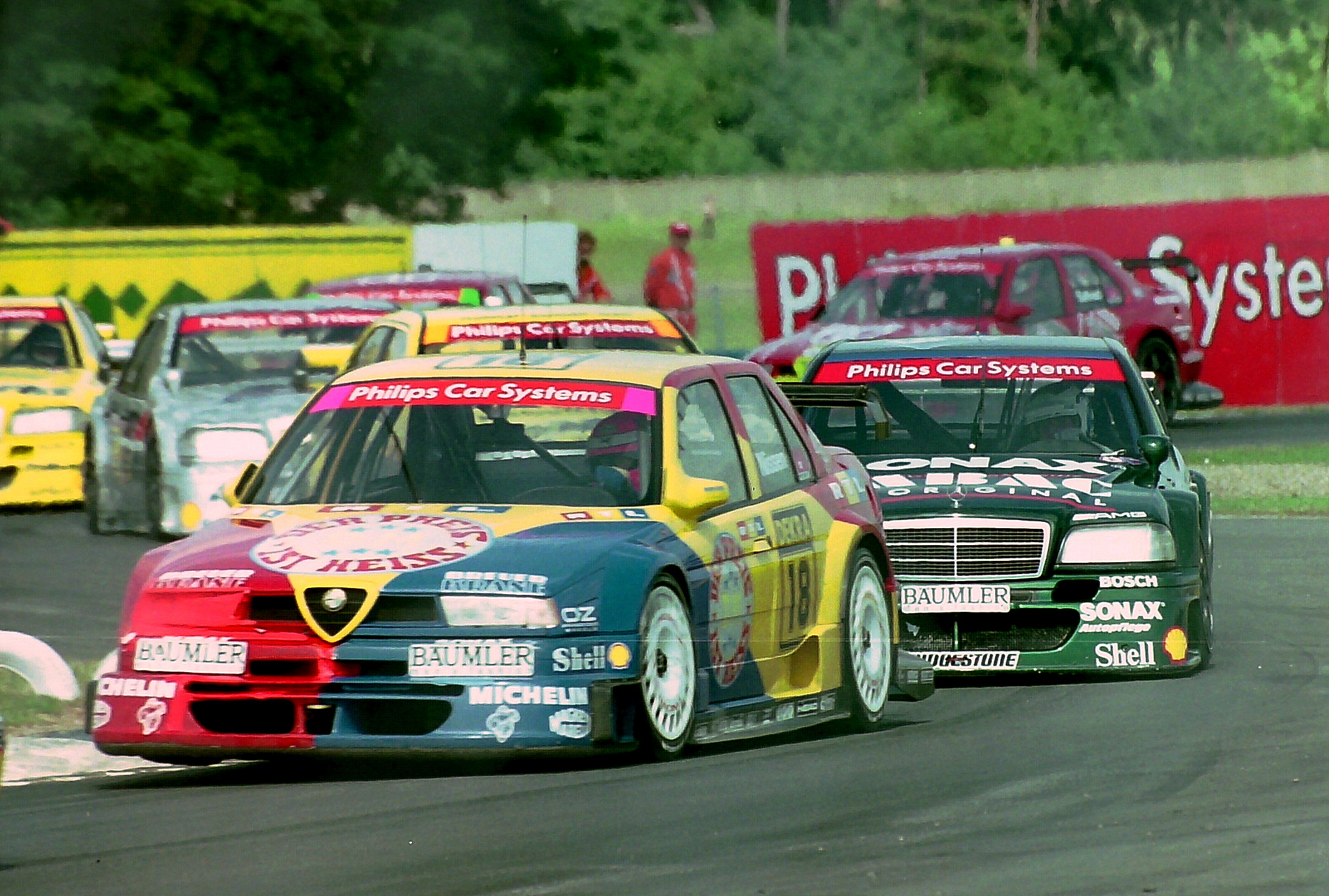
Alfa Romeo 155 V6 TI 94

- 1993: Суцільні фальшрадиаторні ґрати змінила сегментованими
- 1994: З'явилися модифікацій 155 Silverstone (спеціально для ринку Британії), 155 Q4, а також із турбодизельними моторами
- 1995: Поява модифікації з розширеною колією і колісними арками (тільки з двигуном 2,0 л.)
- 1996: «Розширена» версія обзаводиться двигуном 1,8 л.
- 1998: Припинення виробництва

## Двигуни
Бензинові:
- 1.6 L Twin Spark 16V I4
- 1.7 L Twin Spark 8V I4
- 1.8 L Twin Spark 8V/16V I4
- 2.0 L Twin Spark 8V/16V I4
- 2.0 L Fiat Twin Cam 16V turbo I4
- 2,5 L V6 12V

Дизельні:
- 2.0 L TD I4
- 2.5 L VM 425 OHV TD I4